# Знамеровский, Чеслав

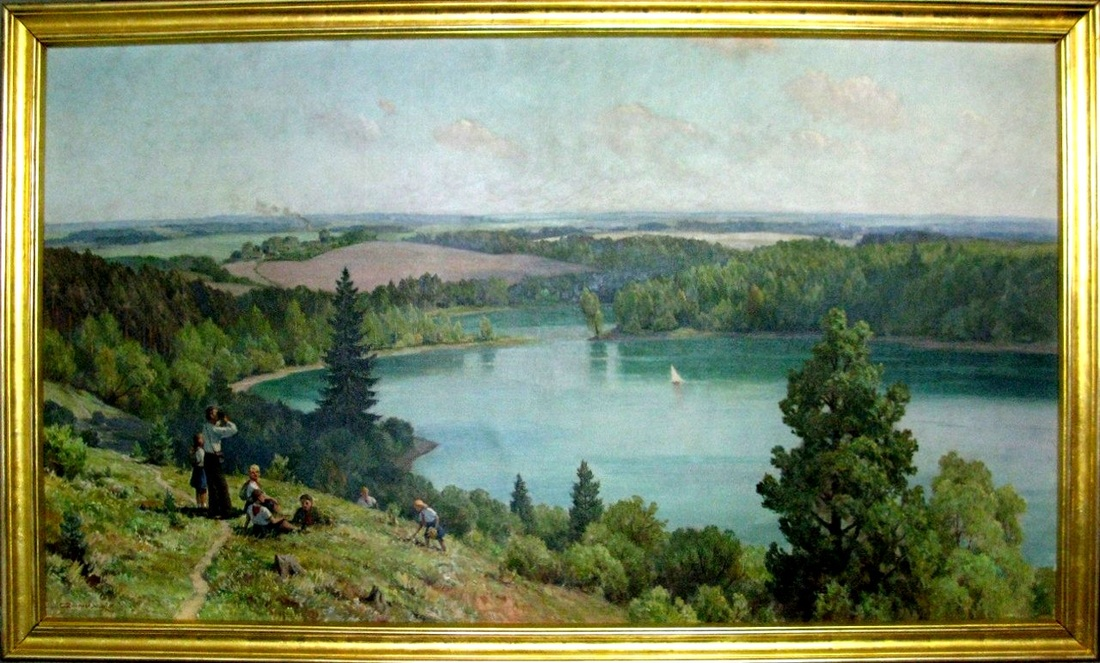
«Зелёные Озёра», Чеслав Знамеровский, 250 х 145 см, 1955, самая большая сохранившаяся картина художника, Tamoikin Art Fund

Чеслав Знамеровский (1890—1977), Изгиб реки, 1960, холст, масло, 86 × 130 см, Литовский художественный центр Tartle

Чеслав Знамеровский (1890—1977), Натюрморт с яблоками и розами, 1947, холст, масло, 49 × 63 см, Lithuanian Art Centre TARTLE

Чеслав Знамеровский (1890—1977), Ночное море, 1960, холст, масло, 68 × 116 см, Литовский художественный центр Tartle

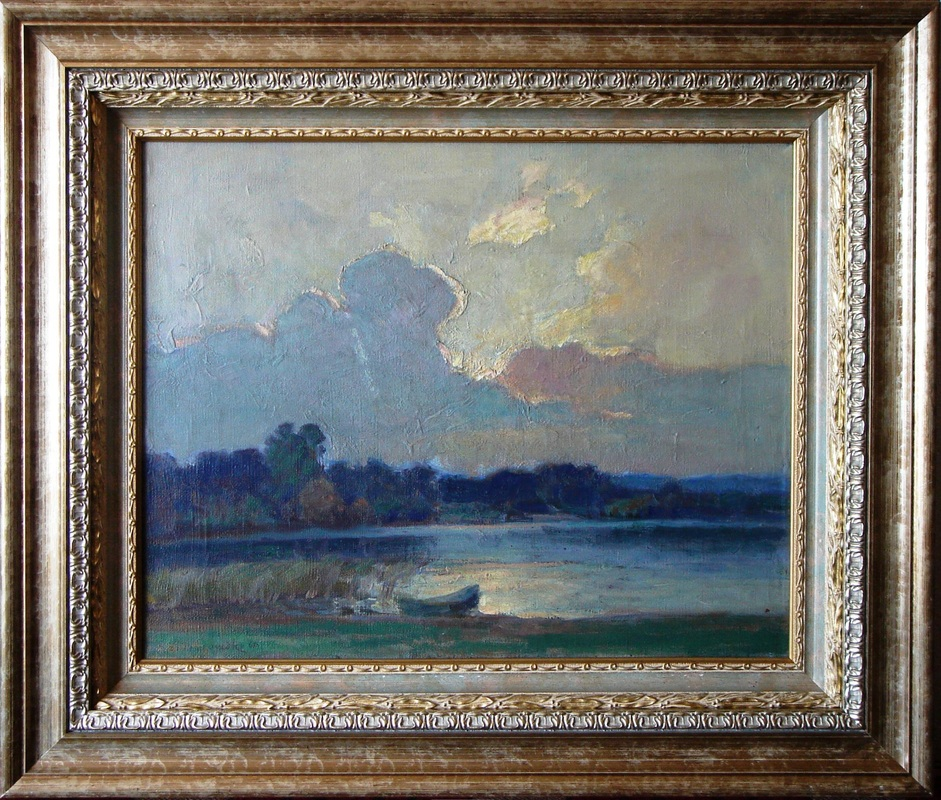
«Озеро», Чеслав Знамиеровский, холст, масло, 45 x 56 см, 1961, Арт-фонд Тамойкиных

Чеслав Знамеровский (1890—1977), Зима, 1921, холст, масло, 44,50 × 67 см, Lithuanian Art Centre Tartle

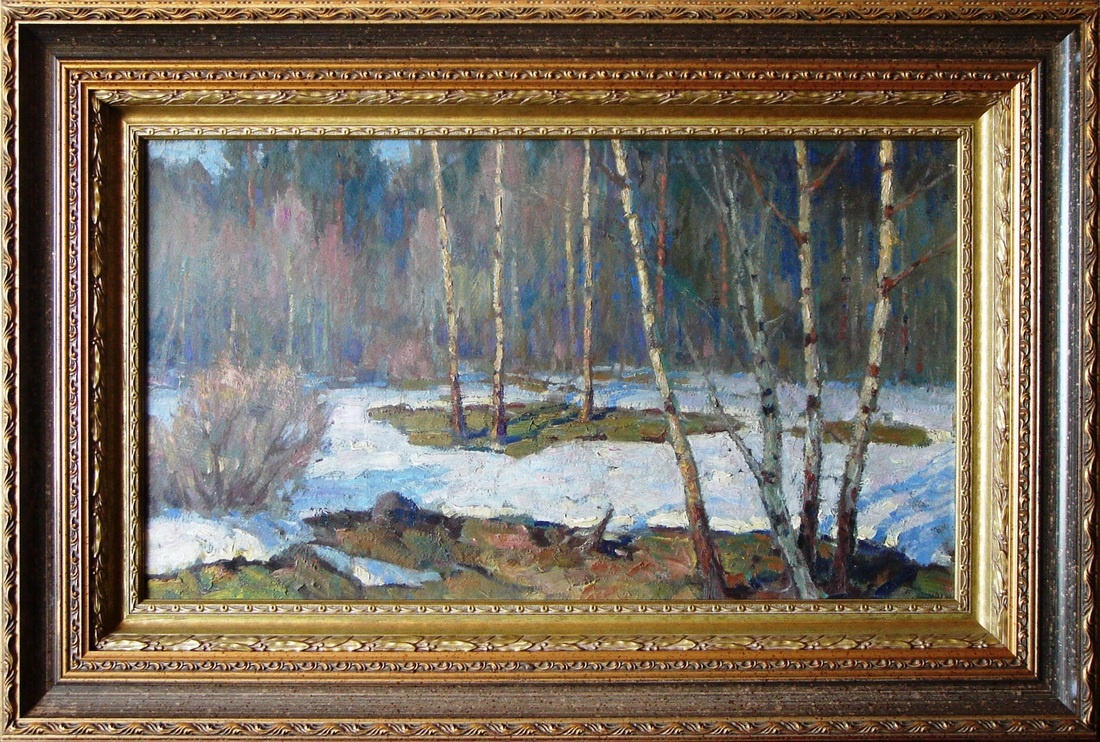
«Зимний лес», Чеслав Знамеровский, масло, 39,5 х 69,5 см, 1970-е, Tamoikin Art Fund

Чеслав Знамеровский (1890—1977), Зима в лесу, 1964, холст, масло, 81 × 116 см, Литовский художественный центр Tartle

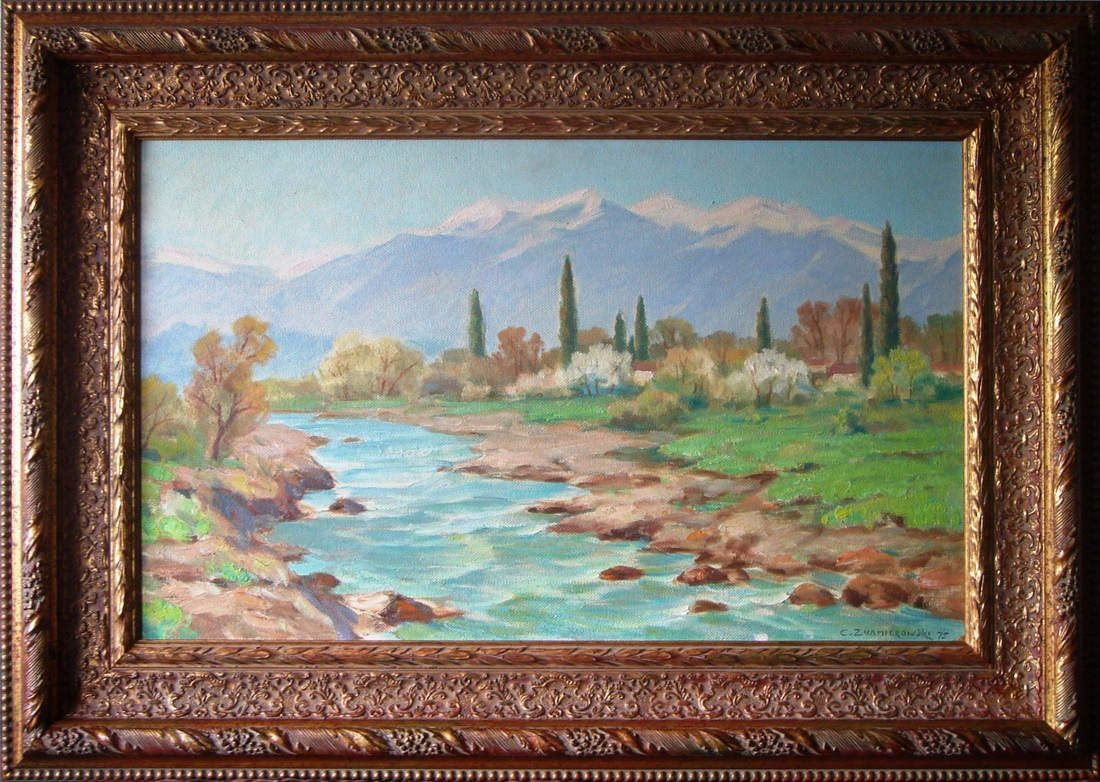
«Горная река», Чеслав Знамеровский, масло, 39 x 69 см, 1975, Tamoikin Art Fund

Чеслав Знамеровский (1890—1977), Вильнюс зимой, 1973, холст, масло, 64 × 99 см, Lithuanian Art Centre Tartle

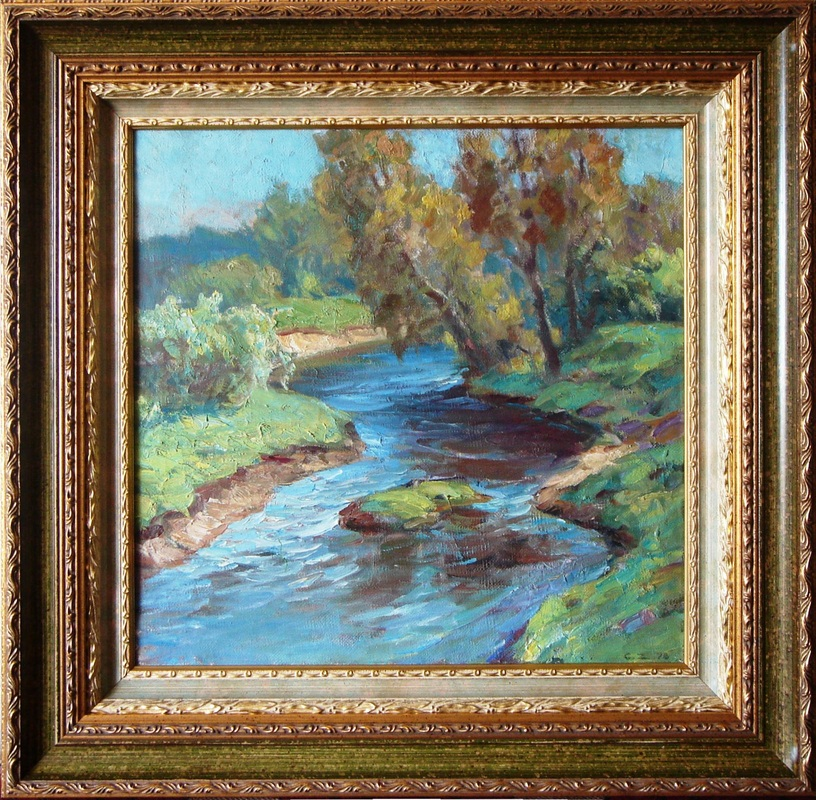
«Река», Чеслав Знамеровский, масло, 49 х 49 см, 1972, Tamoikin Art Fund

Чеслав Знамеровский (1890—1977), Георгины, 1950, холст, масло, 44 × 58 см, Литовский художественный центр TARTLE

Портрет Владимира Ленина, 1949, Чеслав Знамеровский, частная коллекция

Чеслав Викторович Знамеровский (пол. Czesław Znamierowski, лит. Česlovas Znamierovskis; 23 мая 1890 — 9 августа 1977) — известный советский, литовский, польский, латвийский и русский живописец, член союза художников СССР, с 1965 года — Заслуженный художник ЛССР. Находится в реестре единого художественного рейтинга профессионального союза художников Российской Империи, СССР, «русского зарубежья», Российской Федерации и республик бывшего Советского Союза. Известен своими большими панорамами, пейзажами и любовью к природе. Ему удалось объединить эти две особенности своего творчества для создания заметных картин в Советском Союзе. Работы Знамеровского находятся в Литовском художественном музее, Третьяковской галерее, Шяуляйском музее «Aušros», Варшавской национальной галерее Zachęta, а также в крупных частных коллекциях и фондах. К 1965 году он написал около 1400 работ и 800 эскизов, а за весь свой 50-летний творческий путь Знамеровский создал более 3000 произведений искусства.
Знамеровский родился в селе Затишье, Лудзинский край, восточная Латвия, в семье геодезиста и учительницы музыки. С 1912 по 1917 год он дважды посещал Санкт-Петербургскую художественную академию, а затем с 1926 по 1929 год — Вильнюсский университет. Его учителями были такие известные художники, как Николай Рерих, Аркадий Рылов, Исаак Левитан и Фердинанд Рушиц. Знамеровский прожил в Вильнюсе всю оставшуюся жизнь и часто рисовал пейзажи этого города.
Искусство Знамеровского было популярно в СССР и за рубежом. Он был одним из немногих художников в Советском Союзе, кому было позволено вывозить свои работы за границу. Его работы были проданы в музеи, государственные учреждения, галереи и частные коллекции Литвы, Латвии, России (в составе СССР), Польши, США, Канады, Германии, Швеции, Испании, Франции и многих других стран: «Его [Чеслава Знаменеровского] работы приобретали литовские и зарубежные музеи».

## История
Чеслав Знамеровский родился 23 мая 1890 года в небольшом посёлке Затишье (польск.: Zacisze) Люцинского уезда Витебской губернии Российской Империи. Сама деревня входила в состав сельского округа Пилда. До 1772 года этот район был частью Речи Посполитой (Польши), затем, с 1776 года был передан в Полоцкую губернию Российской Империи, в 1796 году — в Белорусскую, в 1802 году — в Витебскую губернию, где и был закреплён до 1918 года, после чего перешёл в Советскую Латвию, где с 1920 года стал частью Латвийской республики, после 1945 — Латвийской Советской Социалистической Республики, а с 1991 года — снова Латвийской Республики. Краткая история места рождения Ч. Знамеровского важна для понимания многонационального прошлого художника. Знамеровский родился в бедной, но очень артистичной этнически польской семье государственных служащих. Его отец был землеустроителем, а мать была учительницей музыки и пения, при этом ещё и увлекалась рисованием. Его дед по материнской линии был скульптором, а его тётя (А. Бобрович) — художницей. Проведя всё своё детство в живописной сельской местности, Чеслав проникся любовью к природе. Крестьянский дом, где он рос, всегда было полон цветами. Его мать обожала искусство, поэтому не случайно, что именно под её влиянием Чеслав ребёнком впервые открыл для себя живопись. И более никогда не останавливался в развитии своих способностей.
Как только он поступил в среднюю школу в Двинске (ранее нем. Dünaburg, польск. Dyneburg, русск.-советск. Даугавпилс, совр. лат. Daugavpils), его тётя взялась за дальнейшее художественное образование. В старших классах он познакомился со слушателем (-ницей) Петербургской Императорской Академии художеств А. Плишко. Плишко сумел (-а) оценить талант Чеслава и настоятельно рекомендовал (-а) ехать в Петербург для дальнейшего обучения.
После окончания школы Чеслав собрал все деньги, вырученные от продажи нехитрого личного имущества и различных работ по найму, и в 1911 г. приехал в Петербург для продолжения художественного образования. Вот как об этом вспоминал сам живописец: «Я не сильно раздумывал, продал свой велосипед, на вырученные деньги купил железнодорожный билет и в 1911 году оказался в доме на Мойке…» Его приняли в «Общество поощрения художеств» на Большой Морской улице, недалеко от Мойки. Общество тогда возглавлял Николай Рерих (1874—1947), который и стал наставником Знамеровского в его художественном образовании в тот период. Однако вскоре ему пришлось отказаться от учёбы и вернуться домой из-за сложной семейной ситуации. После годичного перерыва Чеслав вернулся. В 1915 году Знамеровский был на полном основании принят в Петербургскую Императорскую Академию художеств, где сильное влияние на развитие молодого художника оказало творчество таких признанных мастеров живописи, как Аркадий Рылов (1870—1939) и Исаак Левитан (1860—1900). Но его учёба была снова прервана, на этот раз революцией в России 1917 года. Сам Знамеровский говорил об этом так: «Я не мог оставаться равнодушным к происходящему. В Затишье я пропагандировал среди крестьян и был назначен секретарём Общественного комитета крестьян. В январе 1918 года меня арестовали белогвардейцы, мне угрожала опасность быть казнённым, я едва спас свою жизнь. Мне грозило тюремное заключение, однако это не могло удержать меня от продолжения активных действий».
После Октябрьского переворота Знамеровский вернулся в Латвию. Там он принимал активное участие в становлении Советской власти, некоторое время работал председателем Управления культуры пролетариата Люченского района. Он также вернулся к жизни в искусстве, выставив свои пейзажи в Рижской художественной галерее.
С 1920 года он начал участвовать в других выставках и стал членом Латвийского общества независимых художников, а также Союза художников Латвии. Знамеровский покинул Латвию в 1926 году, переехав в соседнюю Виленщину, которая тогда входила в состав Польши, чтобы продолжить своё художественное образование. На этот раз он был принят на факультет искусств Вильнюсского университета, которым в то время руководил известный художник Фердинанд Рущиц (1870—1936). Чтобы переехать в Вильнюс, ему пришлось продать все, что у него было, включая родной дом в Латвии. Главная причина этого поступка, определившего всю остальную жизнь художника, заключалась не в том, что ему не хватало знаний или навыков, а в том, что он хотел учиться именно у профессоров-художников Ф. Рущица и А. Штурманаса. Закончив учёбу в 1929 году, Знамеровский навсегда остаётся в Вильнюсе. Он влюбился в Литву. И несмотря на то, что художник потом много путешествовал, Вильнюс стал главным местом его жизни до последних дней.
Став настоящим художником, Знамеровский приобрёл значительную популярность и в Польше. Многие из его картин были приобретены Национальной художественной галереей Захента в Варшаве. Там в 1931 году Чеслав получил Почётную премию за своё искусство, а в 1932 году в Кракове ему вручили Почётный диплом за пейзаж «Перед дождём». В 1933 году картина «Перед дождём» снова завоевала бронзовую медаль на выставке «Стимул» Национальной художественной галереи Захента. Знамеровский деятельно участвовал в организационной и общественной деятельности. В 1933 году он организовал первое Вильнюсское независимое общество художников, сыгравшее большую роль в истории искусства Литвы. Он продолжал участвовать в выставках, общественных мероприятиях и мероприятиях до 1941 года, когда разразилась война между нацистской Германией и Советским Союзом. Его последняя предвоенная выставка прошла в 1939 году в Варшаве, незадолго до того, как она была захвачена немецкими войсками. Знамеровский пережил Вторую мировую войну и даже продолжал рисовать в те трудные годы.
Вот что он рассказал репортёру в интервью 1970 г. об этом: «Ч. З.: Во время войны я всё ещё рисовал. Когда началась бомбардировка города, всё находилось прямо здесь, в этой комнате. Репортёр: Вы не спрятали картины? Ч.З.: Нет. Репортёр: А после войны? Ч. З.: Я рисовал, рисовал, рисовал …»
В 1947 году Знамеровский стал членом Союза художников Литовской ССР, а в 1965 году ему было присвоено престижное звание Заслуженного художника ЛССР. Будучи активным сторонником социализма, во время интервью в 1970 года он сказал следующее об идеологии и её месте в своём искусстве: «Моим девизом всегда был ленинский принцип, что искусство — для людей и должно быть широко понятно всем».
За свою жизнь он много путешествовал, особенно по Кавказу, Крыму и Закарпатской области. Из каждой поездки привозилось 20-25 полотен.
9 августа 1977 г. в возрасте 87 лет художник Чеслав Знамеровский скончался. Живописец был похоронен на кладбище костёлов Святых Петра и Павла в Вильнюсе. Он был профессиональным художником по жизни, проявляя своё увлечение во всем.

## Дом Знамеровского
Про дом Знамеровского писали: «Этот дом — произведение искусства. Именно поэтому он устоял перед многими модернизациями, и его оставили таким, какой он есть, чтобы им могли любоваться все проходящие и проезжающие мимо. Стоит отметить, что помимо искусства Чеслав Знамеровский занимается цветоводством, что ежегодно с благодарностью отмечают городские власти».
В Вильносе этот дом на улице Антакальнис, 15, был знаком многим. Здесь живописец прожил большую часть своей жизни. Как художник и любитель цветов, Знамеровский сумел создать вокруг своего жилища один из самых красивых садов города, что всегда привлекало внимание жителей и гостей Вильнюса в тёплое время года. В его саду росли розы, герберы, георгины и многие другие цветы.
И хотя теперь этого дома больше не существует, при жизни Чеслава, благодаря его архитектурно-садоводческим усилиям, весь комплекс справедливо считался настоящим произведением искусства и одной из неофициальных туристических достопримечательностей города. Некоторые местные жители и туристы специально выбирали автобусный или троллейбусный маршрут так, чтобы увидеть очаровательный сад на холме, где между цветами часто трудится не по годам активный старик. Из-за этого дом выдержал все многочисленные перестройки и модернизации жилья, которые были популярны в Советском Союзе, особенно после Второй мировой войны. За создаваемую им удивительную цветочную палитру городской совет ежегодно выносил художнику публичную благодарность. Знамеровский продолжал ухаживать за своим садом до самой смерти.

## Достижения
- В 1930 году Знамеровский основал первое Независимое общество художников в Вильнюсе, что стало важным событием в истории искусства Литвы.[26]
- Он стал одним из первых художников республики, начавших писать монументальные панорамные пейзажи Советской Литвы, многие из которых украшали интерьеры государственных учреждений не только в Литовской ССР, но и в стране в целом.[32]
- Знамеровский создал более 3000 работ и 800 эскизов за свою 50-летнюю карьеру художника.[23][26]
- Его самое большое, масштабное и известное полотно называлось «Панорама города Вильнюса». Оно имело размеры 8×2,5 м и представляло Литовскую ССР в её павильоне на главной выставке Союза — Выставке достижений народного хозяйства (ВДНХ).[9][32]
- За достижения в искусстве Знамеровский дважды отмечался почётными дипломами Президиума Верховного совета Литовской ССР.[24]
- В 1965 году он стал Заслуженным художником Литовской ССР.[23][32][33][25]
- С 1970 по 1977 год Знамеровский был самым старым из действовавших художников Вильнюса.[25]

## Выставки
«Выставки художника много раз были отмечены различными медалями, дипломами и другими престижными наградами у себя на родине, в Союзе и за рубежом. У него состоялись успешные выставки в Варшаве, Москве, Лондоне, в других городах стран Европы и Америки. Его картины охотно покупались.»
Любая выставка становилась для Знамеровского очень личным делом. Он считал, что любая публичная экспозиция его произведений — это своеобразная исповедь всей его жизни. После почти 50 лет профессионального творчества Знамеровский неоднократно выставлялся в самых известных национальных музеев и галереях Советского Союза. У него состоялось семь крупных персональных выставок в Вильнюсе и Варшаве. Работы Знамеровского выставлялись в Риге, Вильнюсе, Лудзе, Кракове, Варшаве, Москве, Санкт-Петербурге и многих других городах СССР и в двух столицах соседней, родной ему по крови, Польше — в Варшаве и Кракове.
Большая картина города Вильнюса, созданная Знамеровским, заняла центральное место в павильоне ЛССР во время ВДНХ в Москве. Другие известные места, где выставлялись картины Знамеровского, включают: Рижский национальный музей, Вильнюсский университет, Национальный художественный музей Литвы, Национальную художественную галерею Литвы, Вильнюсский выставочный дворец, Краковскую государственную галерею, Варшавскую художественную галерею, Национальную художественную галерею Захента и другие.
Ниже приводится неполный перечень выставок Знамеровского, подтверждённых публичными записями:
- 1920 год — Рижский национальный музей, Латвия.[26][31][35][23]

«В 1920 году я впервые участвовал в выставке в Риге. Помню, Шведская ассоциация независимых художников купила две картины». — Ч. Знамеровский
- 1929 год — Вильнюсский университет, Литва. Знамеровский провёл первую выставку своих работ по окончании обучения.[23][26][32] «Самое дорогое — это всегда то, что случается впервые в жизни. В 1929 году я устроил первую персональную выставку в Вильнюсе и выставил около 60 произведений искусства».[33]
- 1931 год — Государственная галерея Кракова, Польша. Во время выставки Знамеровский получил за свои картины почётный приз.[29][33]
- 1932 год — Государственная галерея Кракова, Польша. По результатам художественного конкурса Знамеровский получил художественный диплом за пейзаж «Перед дождём».[9][34]
- 1933 год — Национальная художественная галерея Захента, Варшава, Польша. На выставке «Стимул» Знамеровский снова получил бронзовую медаль за картину «Перед дождём».[9][23][29][31][33][34][35]
- 1936 год — Государственная галерея Вильнюса, Литва, персональная выставка.[23][31][32][35]
- 1939 год — Национальная художественная галерея Захента, Варшава, Польша. «В 1939 году состоялась моя последняя довоенная выставка». — Ч. Знамеровский[29]
- 1947 год — Всесоюзная художественная выставка: живопись, скульптура, графика[15][16] Первая поствоенная выставка Ч. В. Знамеровского. Стр. 31: «Ранний Снег» 1946—1947, 69х84 см, Знамеровский, Чеслав
- 1954 год — Вильнюсский художественный музей, Литва. Знамеровский снова провёл персональную выставку в Вильнюсе.[23][32]
- 1960 год — Выставка достижений народного хозяйства (ВДНХ), Москва, РСФСР. Выставлено самое большое полотно Знамеровского называлось «Панорама города Вильнюса».[9][32]
- 1962 год — Вильнюсский выставочный дворец, Литва. Самая большая персональная выставка Знамеровского.[23][26][36][37]
- 1970 год — Вильнюсский художественный музей, Литва. Юбилейная персональная выставка, посвящённая 80-летию и 50-летию профессионального творчества Знамеровского. Было выставлено более 300 картин, отражающих более 40 лет работы художника.[23][25][29]
- 1975 год — Вильнюсская государственная галерея, Литва. В честь своего 85-летия Знамеровский снова провёл персональную выставку.[23]
- 1976 год — Варшавская художественная галерея. Состоялась последняя большая прижизненная выставка Знамеровского. Было представлено 50 работ. Незадолго до выставки художник в своём интервью рассказывал: «Я готовлю выставку-продажу в Варшавской художественной галерее, которая состоится в середине сентября. Я провожу такие выставки очень часто. В этом году я выбрал 50 полотен».[9]

Примечание: это далеко не полный список выставок К. Знамеровского.

## Художественная деятельность
Как художник своего времени Знамеровский стал известен благодаря приверженности соцреализму (с творчески встраиваемыми элементами романтизма и импрессионизма) и любви к природе. Несмотря на то, что он был активным коммунистом, около 90 процентов его работ не касается каких-то социальных тем советского строя, а посвящены, в первую очередь, красоте окружающей его природы. Художник главной темой своего творчества стремился сделать и сумел отобразить постоянно меняющееся настроение природы, что ярко проявилось в его живописи множественными оттенками импрессионистских приёмов. Знамеровский очень преуспел в создании масштабных полотен природных и городских пейзажей, которые заняли важное место в его творческой карьере. Многие из таких произведений искусства имели монументальные панорамные размеры, часто на них изображались люди. Искусствоведы утверждали, что именно в пейзаже художник раскрыл себя больше всего.
Любовь к природе вошла в его дущу с раннего детства, прочно укоренившись ещё и благодаря творческому отношению к цветоводству и садоводству его матери. Выросший в небольшой латвийской деревне, он с раннего детства начал восхищаться сменой цветов времён года, красотой полей, лесов, озёр и рек. Благодаря матери, он стал страстным любителем цветов, создавая множество натюрмортов и зарисовок, как будто стремясь раскрыть через это естественную красоту миру. Ещё он очень любил рисовать тихие уголки природы, особенно раннюю весну, когда таял снег и всё вокруг пробуждалось от зимнего сна. В таких произведениях художник максимально старался передать ощущения простора, особого состояния вешней воды, твёрдости льда и нежности молодой травы. Излюбленным мотивом полотен художника было изображение извилистой реки в пейзаже, иногда представленная в широком панорамном виде, а иногда и в доверчиво-романтической манере.
В его творчестве большое место занимает тема сельской или малоэтажной городской местности. Большие панорамные картины, такие как «Панорама Вильнюса» и «Зелёные озёра», тонко раскрывают красоту природы. Знамеровский сам описывал свою любовь к природе и желание воссоздать её на холсте следующим образом: «Я хочу максимально приблизиться к природе, чтобы можно было как бы прогуляться в моей картине. Я хочу, чтобы моё искусство передавало настроение, чтобы можно было бы указать время года или даже время суток».
Вильнюс. Знамеровский очень любил изображать Вильнюс, его окрестности, реки и озера. Его внимание особо привлекали холмы, долины и острова вечнозелёных сосновых лесов литовской столицы. Значительное место в его творчестве занимает тема вильнюсской деревни. Почти все его основные картины связаны именно с Вильнюсом.
Дисциплина. Проработав более 50 лет профессиональным художником и создав более 3000 работ, Знамеровский на вопрос о творческой дисциплине ответил: «Это не для меня. Если это цепляет — я могу рисовать часами без остановки. Если нет — я могу не работать пару недель».
Живопись. Знамеровский писал преимущественно в трёх стилях, часто смешивая их вместе — реализм, романтизм, импрессионизм. С самого начала Знамеровский находился под сильным влиянием академического стиля русского искусства и реализма в целом, который внушали ему его учителя (А. Рылов, А. Дубовской) в Петербургской Академии художеств. Во время работы он аккуратно наносил краску, затем немного отступал, смотрел на неё с другой точки зрения, а затем наносил ещё один мазок. Он старался постичь тайну творения и никогда не торопился закончить свою работу. Хотя его скрупулёзный подход к искусству никогда не менялся, к середине 60-х годов прошлого века его техника начала демонстрировать значительные изменения, его мазки стали шире и быстрее, цвета стали более яркими, а их диапазон более сложным. Импрессионизм в работах художника стал проявляться как никогда. Его работы также стали более эмоциональными, красочными и романтичными. Известный литовский писатель-искусствовед, критик и художник Августинас Савицкас в своей книге «Пейзаж в литовской живописи» (1965) сказал о Знамеровском: «По отношению к природе его стиль близок к „гедонистическому“ направлению. … в эскизах, написанных прямо с натуры, он более чуток и нежен, а на больших полотнах идеализирует природу и старается сделать её красивее».
Цвет и настроение. Знамеровский очень чутко относился к красоте природы, тонко улавливал её специфику и чувствовал ритм композиции. Он никогда не ограничивался одним типом пейзажа, погодой или временем года. Некоторые из его работ мрачны (например, «Грозовые облака»), в то время как другие веселы и ярки, особенно когда это касалось побережья Балтики или Чёрного моря (например, «Ветер с моря»). «Мне нравится зима, вода и особенно море — оно такое красочное…», — говорил Знамеровский.
Жанры. Знамеровский работал в разных жанрах: портрет, натюрморт, природный, сельский и городской пейзаж, архитектурные памятники… Он считался великим мастером своей профессии и получал множество заказов. Когда он шёл рисовать, то часто возвращался не с одним, а с несколькими эскизами, которые позже использовал в своей студии для наилучшего отображения темы и тщательной передачи каждых деталей. Знамеровского привлекали большие, панорамные и даже эпические произведения искусства, что отразилось и в его творчестве. Он был одним из первых художников, начавших писать панорамные пейзажи Советской Литвы, которые предназначались для украшения интерьеров общественных зданий. Крупные произведения искусства 1950-60-х годов можно считать одними из самых характерных картин этого типа. Наиболее заметные из них: «Панорама города Вильнюса», «Салют в Вильнюсе» и «Зелёные озёра».
Другие увлечения. У Знамеровского было много других талантов. Он хорошо разбирался в резьбе по дереву, архитектуре, столярном деле, цветоводстве. Он делал свои собственные рамы и даже вырезал деревянные скульптуры для своего сада. Знамеровскому удавалось подходить ко всему самостоятельно и добиваться безупречного качества практически во всем, что он пробовал делать. Независимо от увлёкшего его вида искусства, он глубоко верил, что искусство должно быть красивым и верно отражать окружающую среду определённого периода времени.

## Произведения
«Он посвятил всю свою энергию и талант искусству. Многие его картины можно найти не только в музеях и учреждениях Литвы, но и в Латвии, США, Швеции, Германии, а также в частных коллекциях».
«Искусство Чеслава Знамеровского охватывает тысячи пейзажей, портретов, архитектурных памятников. Его картины находятся во многих музеях и художественных галереях, их можно найти и за рубежом. Сэр Чеслав не подчинялся тщеславию, он не искал славы, но он был художник с незаурядной репутацией».
Искусство Знамеровского было популярно в СССР и за рубежом. Он был одним из немногих художников в Советском Союзе, кому было позволено вывозить свои работы за границу. Его работы были проданы в музеи, государственные учреждения, галереи и частные коллекции Литвы, Латвии, России (в составе СССР), Польши, США, Канады, Германии, Швеции, Испании, Франции и многих других стран: «Его [Чеслава Знаменеровского] работы приобретали литовские и зарубежные музеи».
К 1965 году Знаменеровский создал от 2000 до 2400 произведений искусства, а к 1976 году это число превысило 3000 (картины и эскизы).
«Урожай Ч. Знамеровскиса, собранный за полвека, богат: около 2300 произведений искусства. Они широко представлены в разных музеях нашей и зарубежных стран, его картины мы найдём в учреждениях, школах, кафе и отелях».
«За долгие годы творческой деятельности художником было создано более 2000 картин и эскизов, многие из которых были приобретены музеями и ценителями искусства».
| Работы Ч. В. Знамеровского в Литовском художественном музее                                                        | Большие панорамные работы                                                                                                 | Другие известные произведения                      |
| «Салют», 1947, холст, масло, 100х150 см; Подпись.: C Znamierowski                                                  | «Панорама Вильнюса», 1950-е гг., 8м x 2,5 м [крупнейшее произведение искусства]                                           | «Перед бурей», 1932 г.                             |
| «Ночь на реке», 1952—1953, холст, масло., 112x144см: подпись: C. ZNAMIEROWSKI 52-53                                | «Зелёные озёра», 1955, холст, масло, 1,45×2,5 м, подпись.: C. Знамеровский 55 [второе по величине произведение искусства] | «Грозовые тучи», 1933 г.                           |
| «Кавказские горы», 1953, холст, масло, 80х105 см, подпись: C. ZNAMIEROWSK 53                                       | «Перед дождём» | «Ночь над рекой», 1943 г.                          |
| «Первая выставка», 1954. Холст, масло, 130x200 см, подпись.: Cz. ZNAMIEROWSKI 54                                   | «Празднование Дня Победы в Вильнюсе», 1950 г.                                                                             | «Салют в Вильнюсе», 1957 г.                        |
| «Вильнюс. Валакампиу», 1955, 25x31 см, подпись.: C. Z.                                                             | «Панорама реки Нерис» | «Вильнеле: Последний снег», 1960 г.                |
| «Лесной ручей зимой», 1955, холст, масло, 73x116 см, подпись.: C. ZNAMIEROWSKI                                     | «Нямунас», 1956 г. | «Мотив осени», 1969 г.                             |
| «Весенний ручей», 1955, картон, масло, 24,5x31 см, подпись.: CZ 55                                                 | «Салют в Вильнюсе», 1957 г.                                                                                               | «Первый снег», 1974 г.                             |
| «Рыбный порт в Клайпеде», 1958, холст, масло, 125x195 см, подпись.: Cz. Znamierowski 58                            | «Контроль потока Нерис», 1959 г.                                                                                          | «Март», 1974 г.                                    |
| «ВИЛЬНЕЛЕ», 1958, холст, масло, 100х126 см, подпись: ZNAMIEROWSKI 58                                               | «В Клайпедском рыбном порту», 1959 г.                                                                                     | «Весенний мотив»                                   |
| «Осенний этюд», 1958 г., холст, масло, 40х53 см                                                                    | «Провозглашение Советской власти в Вильнюсе в 1918 году» [он же «В. Капсукас провозглашает советскую власть в Литве»]     | «Площадь Ленина в Вильнюсе»                        |
| «Море», 1958, холст, масло, 56х31 см, подпись: CZ 58                                                               | «Строительство моста через Нерис»                                                                                         | «С уловом»                                         |
| «Нерис весной», 1959, холст, масло, 89,5x146 см, подпись: Cz. Znamierowski 59                                      | «Нерис в Вильнюсе» | «Нерис»                                            |
| «Ранний снег», 1959, холст, масло, 89x167 см, подпись: C Znamierowski 59                                           | «Дюны Паланги» | «Ветер с моря»                                     |
| «Дюны Палангоса», 1959, холст, масло, 80х150 см, подпись: Č. Znamierovkis 59                                       | «С уловом» | «Нерис осенью»                                     |
| «Пляж Палангос», 1959, холст, масло, 85x146 см, подпись: Č. Znamierowski 59                                        | | «Холодное утро»                                    |
| «Татры», 1959, холст, масло, 89x131 см, подпись: Cz. Znamierowski 59                                               | | «Зима в горах»                                     |
| «Портрет Героя Социалистического Труда О. СТАНЦИЕНЕС», 1960, холст, масло, 120x90 см, подпись. Cz. Znamierowski 60 | | «Чоста. Фрагмент парка»                            |
| «МОТЫВАЙ ВЕЧЕР», 1960, холст, масло, 54x72 см, подпись: Cz. Znamierowski 60                                        | | «Морской мотив»                                    |
| «НЕМУНАС», 1961, холст, масло, 78x13 см, подпись: Cz. Znamierowski 61                                              | | «Портрет жены»                                     |
| «Осенний мотив (VILNELE.RUDUO)», 1961, холст, масло, 73x117 см, подпись: Znamierowski 61                           | | «Эскиз»                                            |
| «ВИЛЬНЕЛЕ вчера», 1963, холст, масло, 79x147 см, подпись: Cz. Znamierowski 63                                      | | «Цветы»                                            |
| «Море — закат», 1963, холст, масло, 80x116 см, подпись: Cz. Znamierowski 63                                        | | «Георгины»                                         |
| «Дварчонский кирпичный карьер», 1964, холст, масло, 105x150 см, подпись: Cz. Znamierowski 64                       | | «Водопад»                                          |
| «СТРОИТЕЛЬСТВО МОСТА В АНТАКАЛЬНИО», 1965, холст, масло, 73x170 см, подпись: Cz. Znamierowski 65                   | | «Лунная ночь»                                      |
| «Безмолвие», 1965, холст, масло, 76x131 см, подпись: Cz. Znamierowski 65                                           | | «У реки Виля»                                      |
| «Тренер», 1967, холст, масло, 89x146 см, подпись: Cz. Znamierowski 67                                              | | «После дождя»                                      |
| «Татры. Глаз моря», 1967, холст, масло; 102x112, подпись: Cz. Znamierowski 67                                      | | «Портрет маршала Гжечко в Офицерском доме» 1241 г. |
| «Окрестности Вильнюса», 1967, холст, масло, 116x97 см                                                              | | «Портрет адвоката Криштапович», 1950               |
| «Балтийское море», 1968, холст, масло, 80х135 см; подпись.: C. Znamierowski 68                                     | | «Портрет военного» 1949 г. 115 Х 70 см.            |
| «Немунас», 1969, холст, масло, 75x150 см, подпись: Cz. Znamierowski 69                                             | |                                                    |
| «Высокое напряжение», 1969, холст, масло, 86х110 см, надпись: Cz. Znamierowski 69                                  | |                                                    |
| «Море», 1969, холст, масло, 47x130 см, подпись: Cz. Znamierowski 69                                                | |                                                    |
| «Портрет Антанаса Сниекуса», 1974, картон, масло, 30х32.                                                           | |                                                    |
| «Берёзы», 1970-е, Масло, картон, 44x37                                                                             | |                                                    |

## Личность
Знамеровский был жизнерадостным человеком, внешне спокойным, но с огромными внутренними эмоциями, которые выражал через своё искусство. Он всегда был заботливым и щедрым человеком. Люди, которые его знали, говорили, что он всегда был в хорошем настроении, полон энергии и творчества. Даже после своего 80-летия он был молод душой и выражал оптимизм. Знамеровский был также идеалистом, видевшим хорошее в окружающем мире. Некоторые искусствоведы усмотрели в его творчестве гедонистические тенденции. У него была отличная рабочая этика, преданность делу и приверженность искусству, что проявилось в 3000 картинах, созданных им при жизни, причём некоторые панорамы имели очень большой размер. Ему удавалось подходить ко всему самостоятельно и добиваться идеального качества практически во всем, в чем он пробовал свои силы. Художник отличался необыкновенным трудолюбием — главным перерывом в работе был непродолжительный сон. Внешне Знамеровский был очень публичной фигурой, он выступал в театре, участвовал в выставках, давал интервью и был художественным критиком. В частной жизни он жил и работал в уединении своего дома, почти незаметно для окружающих. Его работы до сих пор остаются образцом личной искренности и последовательности. Помимо живописи у Знамеровского было ещё две страсти — цветы и голуби. От этих увлечений он никогда не отказывался на протяжении всей своей жизни. Где бы он ни жил, он всегда находил способ разводить голубей. Красивые птицы помогли ему сохранить душевное равновесие и безмятежность. Голуби несли гармонию, усиливали его восприятие мира. Цветы также сопровождали его на протяжении всей долгой творческой жизни. Розы, астры, пионы, орхидеи, георгины и десятки других цветов были неотъемлемой частью домашнего окружения художника в Антакальнисе. Знаменовский никогда не употреблял алкоголь. Он говорил, что, однажды в детстве увидав безобразное поведение пьяных людей, он — человек, неразрывно связанный с красотой — решительно и навсегда отказался от этого.

## Многонациональная принадлежность
«Для него [Чеслава Знаменеровского] не было границ между национальностями. Он охотно дружил с выходцами из любой страны … Он был не чужд латышам, литовцам, евреям, татарам, караимам, русским. Он был готов помочь всем, если это было возможно».
Из-за такой исторически и лично обусловленной многонациональности Знамеровский по праву считается национальным художником четырёх стран — Латвии, Литвы, Польши и России.
Обоснование со стороны Латвии — Знамеровский родился, получил образование и занялся искусством в Латвии, свободно владел латышским языком, вся его семья жила там, и это страна, откуда началась его карьера, как художника.
Обоснование со стороны Литвы — с 1926 года и до своей смерти в 1977 году Знамеровский проживал в Вильнюсе, столицы Литвы, большинство его работ посвящено этой стране, ему присвоено звание Заслуженного художника Литовской ССР, он преподавал, читал, писал и свободно говорил на литовском языке, а главное — он выбрал Литву, и особенно Вильнюс, своим домом.
Обоснование со стороны Польши — несмотря на то, что семья Знамеровского проживала в Латвии, а затем и в Литве, он этнический поляк, свободно владел польским языком; Чеслав Знамеровский — это польское имя, и Знамеровский явно старался писать его по-польски на многих своих работах, даже на тех, которые были написаны в Литве и посвящены ей (пример литовского написания: Česlovas Znamierovskis); художник поддерживал тесные связи и неоднократно выставлялся в Польше (см. Главу «Выставки»).
Обоснование со стороны России — Знамеровский родился в Российской Империи, частью которой в то время была Латвия, он свободно владел русским языком, несколько лет жил и получал высшее художественное образование в Санкт-Петербурге (Россия); на него больше всего повлияли работы, написанные в духе русского (а потом и социалистического) реализма и в русском академическом стиле; важно, что Знамеровский был сторонником коммунизма, а в России эта идеология была наиболее сильной, поэтому он многими воспринимается как советский российский художник.